# Rhème
En linguistique, le rhème ou commentaire correspond à un élément caractérisant le thème de  la phrase. 
Dans le chapitre III de De l'interprétation, Aristote en donne la définition suivante : « ce qui ajoute une signification temporelle et dont aucune partie isolée n'a de sens par elle-même ». 

## Étymologie
Rhème vient du grec ῥῆμα : ce dont on parle, en français académique discours, propos, par extension mot, parole

## Exemples
« Hier soir j'ai rencontré une femme. La femme m'a interpellé. »
- Dans la première proposition « une femme » est le rhème (COD). Notons le déterminant indéfini "une".
- Dans la seconde proposition, « une femme » est devenu « La femme » (sujet), le déterminant défini « La » indique que « La femme » est bien le thème.

Deux procédés de constructions de phrases utilisent cette notion : la thématisation et la rhématisation.
La rhématisation consiste à faire porter le rhème par le sujet et le thème par le prédicat : 
« C'est Paul qui m'a donné ce livre. »
Dans cet exemple, l'information nouvelle est le fait que ce soit Paul et non un autre qui a agi. Le sujet est donc ici le rhème (ou propos).

## Linguistique anglaise
La linguistique de langue anglaise emploie les termes de topic ou focus et de comment.